# 頭中黑歧脊沫蟬
頭中黑歧脊沫蟬（学名：Jembrana kanoniella）为尖胸沫蟬科歧脊沫蟬屬下的一个种。